# Ternstroemia citrina
Ternstroemia citrina är en tvåhjärtbladig växtart som beskrevs av Ridley. Ternstroemia citrina ingår i släktet Ternstroemia och familjen Pentaphylacaceae. Inga underarter finns listade i Catalogue of Life.